# Vratnik (prijevoj)
Vratnik (698 m) je prijevoj na Velebitu. Povezuje Žutu Lokvu s ličke strane i Senj s Jadranske strane.